# Alter Markt (Wuppertal)

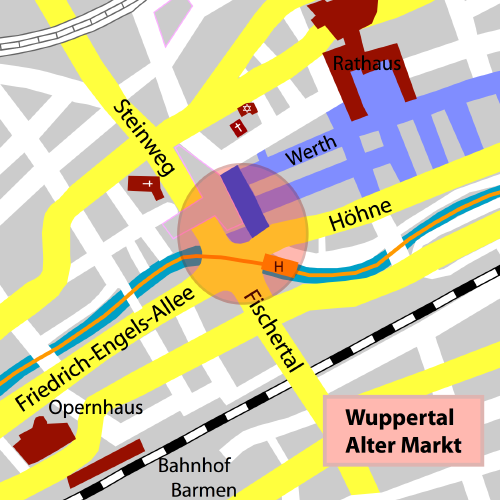
Lageskizze

Der Alte Markt ist ein großer Verkehrsknotenpunkt im Wuppertaler Stadtbezirk Barmen und ein historischer innerstädtischer Platz, der früher das Zentrum der „Gemarke“, des Siedlungskerns der späteren Stadt Barmen, war. In den 1960er-Jahren wurden sowohl der Platz als auch die Verkehrsinfrastruktur vollständig neu gestaltet und funktional getrennt. Prägend sind seitdem das moderne Gebäude der ehemaligen Kaufhof-Filiale sowie die Schwebebahnbrücke an der Station Alter Markt.

## Geografie

### Der Verkehrsknotenpunkt

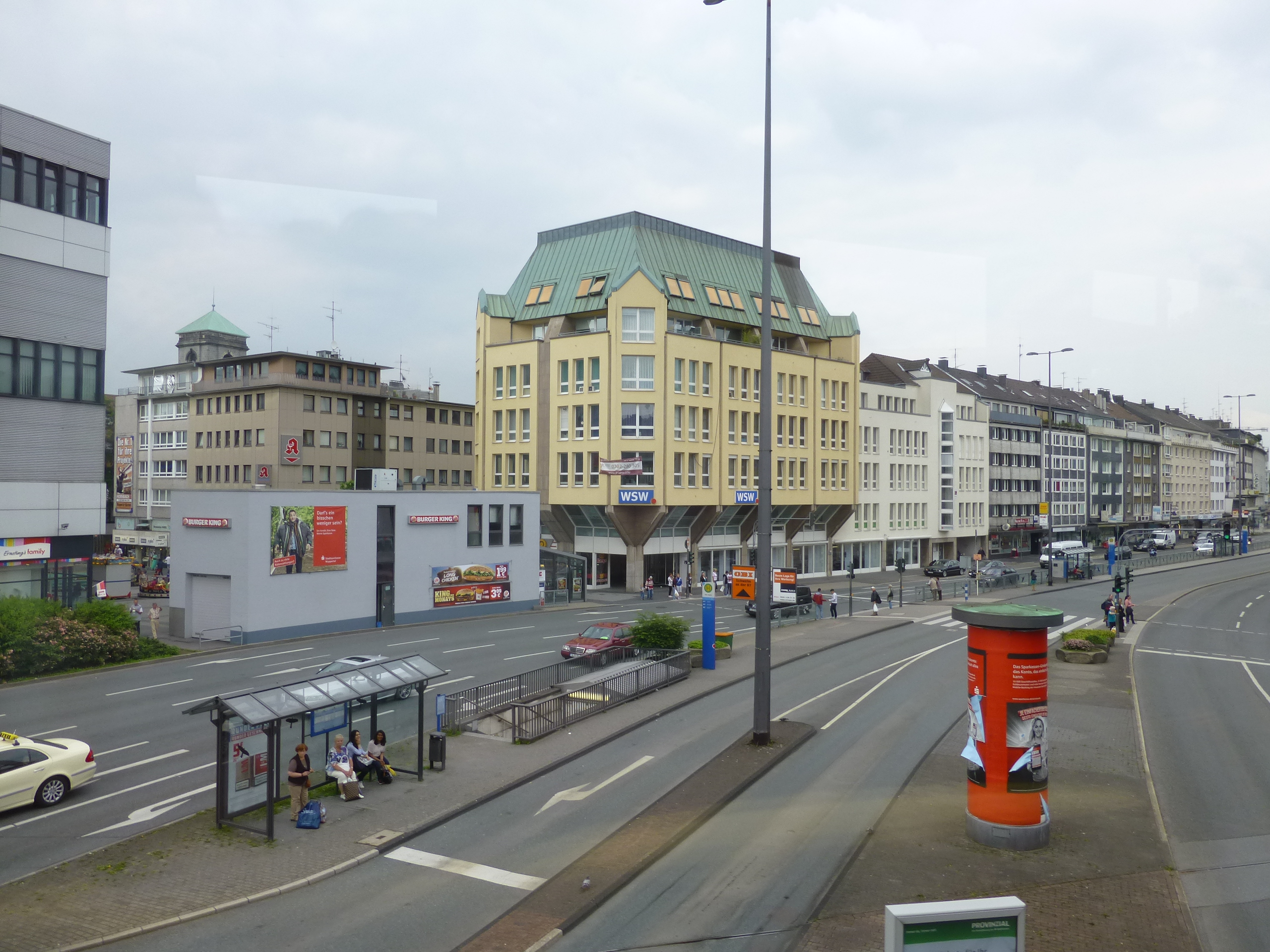
Verkehrsknoten an der Höhne aus der Schwebebahn gesehen, hinter dem niedrigen Gebäude der Platz Alter Markt, 2013

Am Verkehrsknotenpunkt Alter Markt kreuzen die Bundesstraße 7 (B 7), die wichtige Ost-West-Achse Wuppertals, die westlich über die Friedrich-Engels-Allee nach dem Stadtteil Elberfeld, östlich über die Höhne nach Schwelm führt, und die Straßen Fischertal und Steinweg, eine wichtige Nord-Süd-Verbindung. Die Straße Fischertal verläuft nach Süden und bildet mit der Landesstraße 419 (L 419) eine Verbindung nach Lichtscheid und weiter zu den Stadtteilen Ronsdorf und Cronenberg. Der in nördlicher Richtung verlaufende Steinweg, stellt die kürzeste Verbindung zur Bundesautobahn 46 (A 46) in Fahrtrichtung Dortmund und Düsseldorf dar.
In unmittelbarer Nähe liegt die Schwebebahnstation Alter Markt, von der es nicht weit zum Barmer Bahnhof ist. Bis 1987 hielt am Alten Markt auch die Straßenbahn Wuppertal. Die Bushaltestellen rund um den Platz und die Schwebebahnstation bilden eine zentrale Umsteigestation im Wuppertaler Nahverkehrsnetz.

### Der innerstädtische Platz

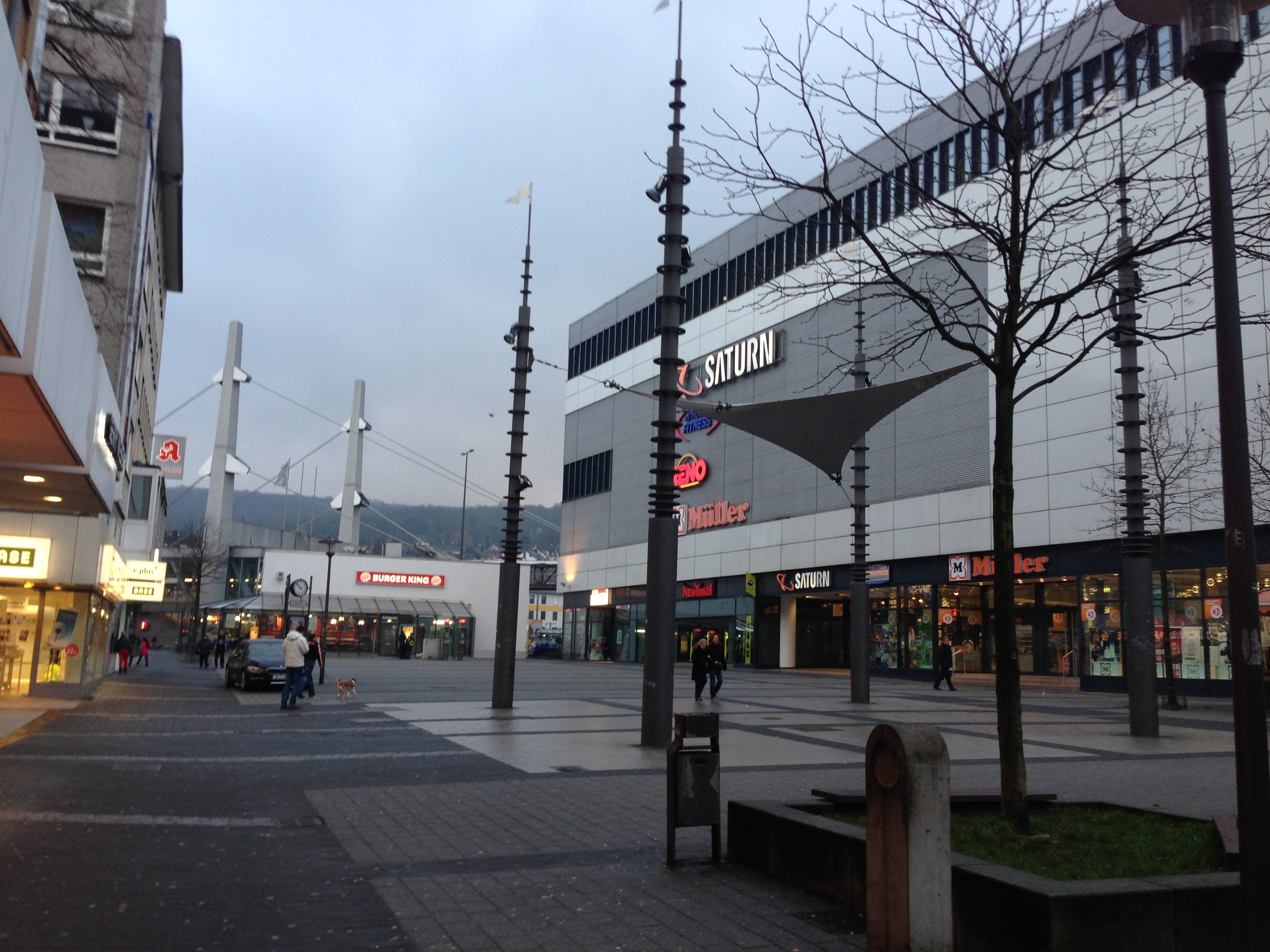
Der Alte Markt als westliches Ende der Fußgängerzone Werth, rechts das Einkaufszentrum, im Hintergrund die Pylone der Brücke, 2013

Der innerstädtische Platz liegt am westlichen Ende der Fußgängerzone (Straßen Werth und Schuchardstraße) in Barmen. Nach Norden wird er schmaler, nördlich der Zwinglistraße dient er auch dem Kraftverkehr. Im Norden wird der von der Parlamentsstraße begrenzt, im Süden von der Höhne (B 7). Auf der Westseite ist der Platz bis auf einen Durchbruch in der Mitte des Gebäudeblocks geschlossen bebaut.
Der Fußverkehr verteilt sich über den Platz zwischen den zentralen Haltepunkten des Öffentlichen Personennahverkehrs (ÖPNV) und den zwei Zugängen zur Fußgängerzone Richtung Barmer Rathaus am Johannes-Rau-Platz.

## Nutzung und Architektur

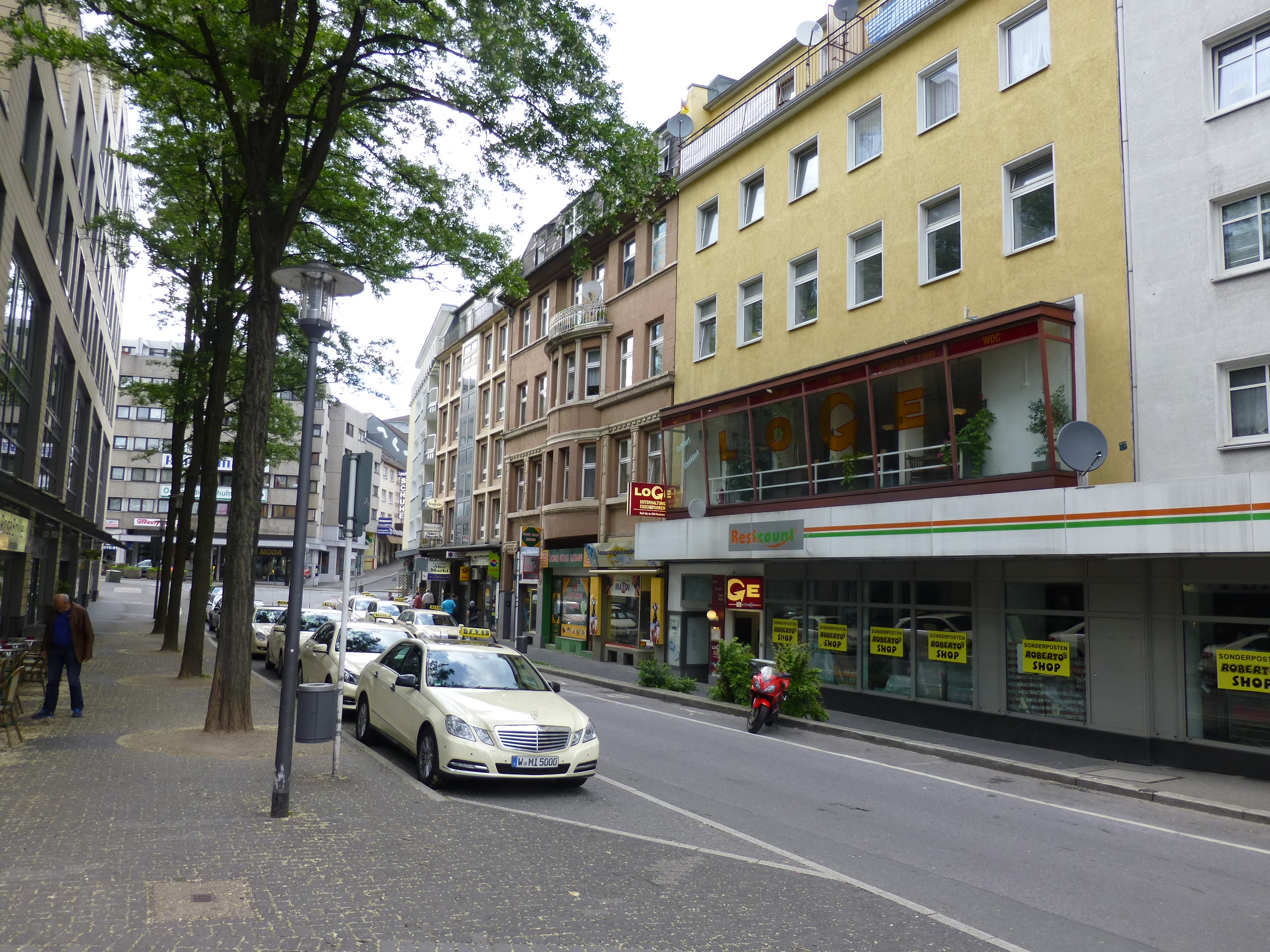
Nördlicher Teil, Blickrichtung Norden, 2013

Der innerstädtische Platz wird von mehrgeschossigen, modernen Gebäuden umschlossen, wovon eines, der ehemalige Kaufhof auf der Westseite, zu einem Einkaufszentrum umgebaut worden ist. An diesen Bau schließt sich westlich ein mehrstöckiges Parkhaus an, dass über die Straße Steinweg hinweg gebaut wurde. Am Alten Markt selber liegen Straßencafés, Eisdielen und eine Filiale der Fast-Food-Kette Burger King.
An der Straßenkreuzung ist das Auffallendste die moderne Architektur der 1967 erbauten Schwebebahnstation Alter Markt und die Brücke der Schwebebahn. Vier 38 Meter hohe Pylonen halten hier das Gerüst der Schwebebahn auf einer Strecke von 120 Meter über der Kreuzung, die selber auf einer Brücke über die Wupper liegt.

## Geschichte

### Bis 1950

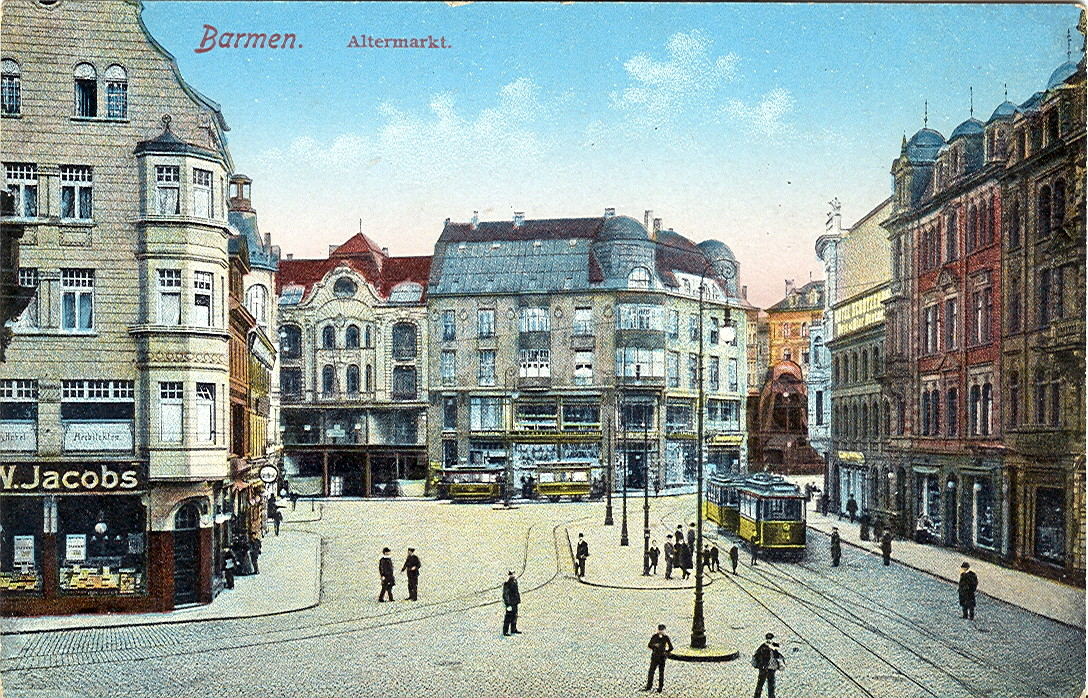
Ansicht von Norden, Postkarte um 1914

Noch im 17. und Anfang des 18. Jahrhunderts war das Gebiet ein sumpfiges Buschland am Eingang des heutigen Werths. Im Jahr 1708 wurden dort Hausgrundstücke erschlossen, die den Platz eingrenzten. Er entwickelte in den folgenden Jahrzehnten sich zum Zentrum der Siedlung: 1722 baute man hier das erste katholische Kirchengebäude Barmens, 1728 das erste Rathaus und um 1800 das erste Hotel („Clevischer Hof“). Im Urkataster von 1825/26 hieß der Platz schlicht „Markt“, später dann „Altenmarkt“. Er entwickelte sich auch zu einem Verkehrsknoten, ab 1874 gab es eine Haltestelle der Pferdestraßenbahn, ab 1895 dann der elektrischen Straßenbahn. 1902 bekam er seinen heutigen Namen, 1903 wurde die Schwebebahnstation Rathausbrücke südlich des Platzes eingeweiht.
Während der Zeit der Nationalsozialisten, in der viele Straßen in Wuppertal neue Namen bekamen, wurde der Alte Markt in Horst-Wessel-Platz umbenannt. Nach dem Krieg erhielt er wieder den früheren Namen. Die alten Bauten waren durch den Luftangriff 1943 zerstört worden und wurden spätestens beim Umbau in den 1960er-Jahren restlos entfernt. Als letztes historisches Gebäude wurde 1978 ein Jugendstilbau an der Höhne abgerissen und durch einen Neubau ersetzt.

### Nachkriegszeit
In der Nachkriegszeit baute man den Alten Markt, wie das gesamte Zentrum Barmens, nach dem Leitbild der autogerechten Stadt um. Pläne für eine mehr auf den Autoverkehr ausgerichtete Talachse (heutige B 7) hatte es schon in den 1930er-Jahren gegeben. 1950 beschloss der Stadtrat einen ersten Umbauplan: Nach diesem sollten Schwebe- und Straßenbahnhof zusammengefasst und von einem Kreisverkehr umgeben werden, der Alte Markt aber weitgehend erhalten bleiben und vom durchgehenden Kraftverkehr Richtung Norden (Steinweg) befreit werden. Die Pläne blieben relativ unkonkret und wurden nicht umgesetzt.

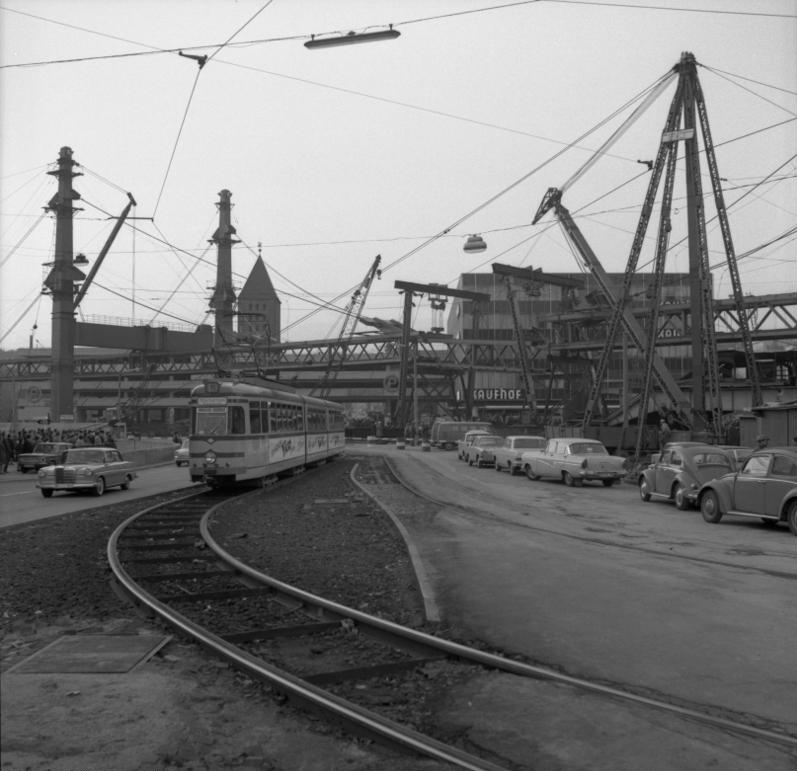
Straßenkreuzung mit Straßenbahn während des Umbaus 1967, Blickrichtung Norden, im Hintergrund das Kaufhaus

Als das Unternehmen Kaufhof Ende der 1950er-Jahre eine Filiale in Barmen errichten wollte, passte man die Planungen nach den Vorstellungen des Unternehmens an. Das Kaufhaus bekam einen zentralen Platz, wodurch der Alte Markt etwas schmaler wurde. Die direkte Verknüpfung von Schwebebahn und Straßenbahn sowie der aufwändige Kreisel in Brückenlage wurden zudem als überflüssig bewertet und verworfen. Die neuen Planungen, die auch den Umbau vieler Straßen in der Barmer Innenstadt und der Schwebebahnstation umfassten, wurden am 11. Dezember 1958 beschlossen. Die Kosten sollten 18 Mio. DM betragen, Kaufhof beteiligte sich am Bau einer Fußunterführung. Der gleichzeitige Bau des Kaufhauses (1961–1964) und das städtische Bauprojekt, das im Januar 1962 begonnen wurde, führten zu zahlreichen Behinderungen. Am 1. Oktober 1963 wird der umgebaute Alte Markt eröffnet, er wurde Teil der neuen Fußgängerzone und diente gleichzeitig als Busbahnhof.
Die Planungen am Verkehrsknoten werden in den folgenden Jahren konkreter und es kam zu Kostensteigerungen, am Ende auf etwa 32 Mio. DM. In der zweiten Bauphase (1965–1967) entstand die neue Verkehrskreuzung und Unterführung, für die Schwebebahn eine neue Brücke und das neue Stationsgebäude. Das neue Tiefgeschoss unter dem Alten Markt beherbergte auch einen neuen Verkehrsrechner sowie eine aus drei Tunneln bestehende und etwa 2500 m² große Ladenpassage. Es gab verschiedene Zugänge, von den Haltestellen sowie vor und in dem Kaufhausgebäude. Am 30. September 1967 wurden die Anlagen feierlich eröffnet. Im Süden der Schwebebahnstation war noch eine Umgestaltung des Platzes hin zum Barmer Bahnhof angedacht, es blieb aber bei der provisorischen Lösung.

### Spätere Umbauten
Seitdem wurden zahlreiche Pläne ausgearbeitet, die Barmer Innenstadt attraktiver zu gestalten und den Verkehr auf der B 7 anzupassen. 2000 schlug eine Bürgerbeteiligung im Werkstattverfahren („Profil für Barmen“) neben anderen Maßnahmen die Umgestaltung des Platzes vor. Die Stadt beschloss daraufhin, den innerstädtischen Platz für den Fußverkehr und zum Verweilen umzugestalten und den Busbahnhof auf die umgebenden Straßen aufzuteilen. 2001/02 wurde der Alte Markt entsprechend umgebaut, die inzwischen geschlossene Kaufhof-Filiale wurde in ein Einkaufszentrum umgewandelt und der Platz mit einem Neubau von der B 7 abgetrennt. Er beherbergt eine Burger-King-Filiale und öffentliche Toiletten.

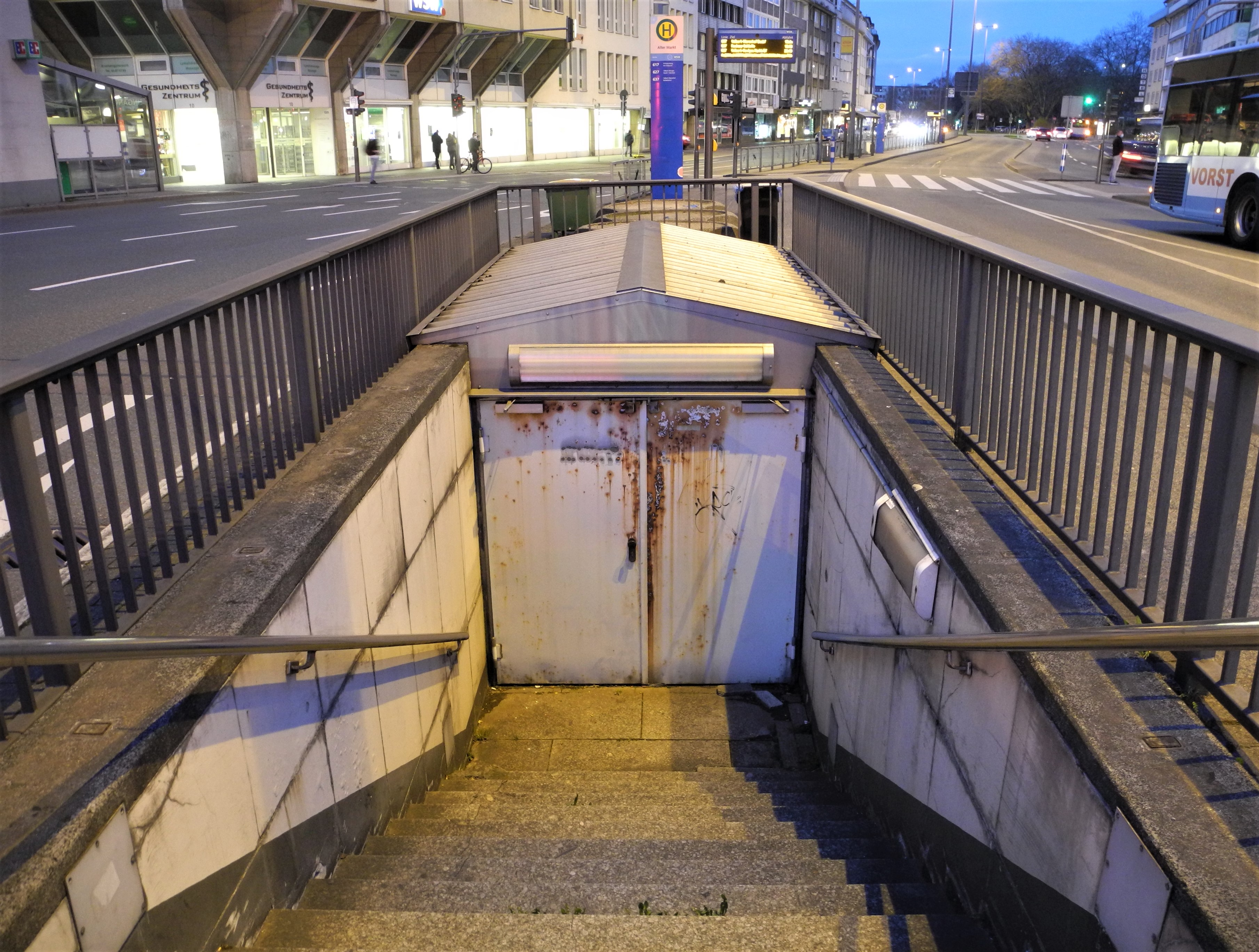
Geschlossener Zugang zur Unterführung an der Höhne, 2021

Als eine der wenigen umgesetzten Maßnahmen aus einem 2002 ausgearbeiteten Verkehrsgutachten, das Verkehrsflächen des motorisierten Individualverkehrs für andere Nutzungen gewinnen sollte, wurde im Juni 2004 die Unterführung am Alten Markt geschlossen und in eine ebenerdige Fußverkehrssquerung umgewandelt. Der Tunnel hatte seit längerer Zeit als Angstraum gegolten. Viele der ansässigen Geschäfte waren umgezogen oder hatten sich zur Ruhe gesetzt, wie etwa die seit 1967 dort ansässige Konditorei Pieper. Das Tiefgeschoss wurde verschlossen, aber als Notausgang und wegen technischer Einrichtungen weiterhin unterhalten. Einer der verbliebenen Eingänge ist ein Zugang über das Parkhaus am Steinweg, ein anderer liegt an einem Bussteig in der Straßenmitte. Auf der südlichen Seite der Wupper gibt es weiterhin eine Unterführung der Straßenkreuzung.
2024 wurde eine Pop-up-Park auf der Fläche südlich der Schwebebahn angelegt.

## Öffentlicher Verkehr
Der Alte Markt ist ein Knoten im Wuppertaler Nahverkehr und umfasst neben der Schwebebahnstation Alter Markt noch acht oder neun Bussteige.
| Linie      | Verlauf | Takt                 |     | Betreiber      |
| ---------- | --- | -------------------- | --- | -------------- |
| SB67       | W-Elberfeld, Brausenwerth (Hbf) – Alter Markt – Sprockhövel – Witten – Bochum, Ruhr-Universität | 60 min               | 8/9 | VER            |
| CE61       | W-Barmen, Alter Markt – W-Barmen Bahnhof – W-Unterbarmen Bahnhof – W-Ronsdorf, Parkstraße – W-Ronsdorf, Am Stadtbahnhof | 60 min               | 3   | WSW mobil      |
| 332        | W-Barmen, Bahnhof – W-Barmen, Alter Markt – W-Wichlinghausen, Markt – Sprockhövel, Niedersprockhövel Kirche – Hattingen, Mitte                                                                                                 | 60 min               | 3/8 | VER            |
| 604        | W-Rott, Eichenstraße – W-Barmen, Alter Markt – W-Langerfeld, Dieselstraße Schleife | 20 bis 30 min        | 3/7 | WSW mobil      |
| 608        | (W-Barmen Bahnhof – W-Barmen, Alter Markt –) W-Oberbarmen Bahnhof – W-Langerfeld, Dieselstraße Schleife ( – Schwelm Bahnhof – Ennepetal, Busbahnhof)                                                                           | 10 bis 30 min        | 3/7 | WSW mobil, VER |
| 610        | W-Barmen, Alter Markt – W-Wichlinghausen Markt | 20 bis 30 min        | 10  | WSW mobil      |
| 611        | W-Katernberg, Birkenhöhe Schleife – W-Elberfeld, Varresbecker Straße – W-Elberfeld, Ohligsmühle (Hbf) – W-Elberfeld, Brausenwerth (Hbf) – W-Barmen Bahnhof – W-Barmen, Alter Markt – W-Heckinghausen, Lenneper Straße          | 20 bis 30 min        | 3/6 | WSW mobil      |
| 614        | W-Barmen Bahnhof – W-Barmen, Alter Markt – W-Rott, Eichenstraße | 20 bis 30 min        | 8/9 | WSW mobil      |
| 617        | W-Barmen Bahnhof – W-Barmen, Alter Markt – W-Uellendahl, Raukamp Schleife – W-Katernberg, Am Eckbusch | 10/20 min 60 min     | 3/4 | WSW mobil      |
| 624        | W-Barmen Bahnhof – W-Barmen, Alter Markt – W-Wichlinghausen Markt – W-Barmen, Sternenberg | 20 min 30 min        | 3/7 | WSW mobil      |
| 627        | W-Barmen Bahnhof – W-Barmen, Alter Markt – W-Uellendahl, Raukamp Schleife – W-Dönberg Kirche – Velbert-Neviges, Rosenhügel Bf – Velbert-Neviges, Markt/Bahnhof                                                                 | 60 min               | 3/4 | VGV, WSW mobil |
| 628        | W-Elberfeld, Hamburger Treppe – W-Elberfeld, Brausenwerth (Hbf) – W-Unterbarmen, Friedhof – W-Barmen Bahnhof – W-Barmen, Alter Markt – W-Barmen, Sedanstraße                                                                   | 20 min 30 min        | 8/9 | WSW mobil      |
| 632        | W-Barmen Bahnhof – W-Barmen, Alter Markt – W-Wichlinghausen Markt – W-Nächstebreck, Betriebshof – W-Nächstebreck, Hölker Feld Schleife                                                                                         | 20 min 30 min        | 8/9 | WSW mobil      |
| 637        | W-Barmen Bahnhof – W-Barmen, Alter Markt – W-Uellendahl, Raukamp Schleife – W-Dönberg Kirche – Velbert-Langenberg Bahnhof – Velbert, Nierenhof Busbahnhof                                                                      | 60 min               | 3/4 | VGV, WSW mobil |
| 640        | W-Barmen, Clausenhof – W-Barmen Bahnhof – W-Barmen, Alter Markt – W-Barmen, Heidter Berg – W-Ronsdorf, Parkstraße – W-Ronsdorf, Am Stadtbahnhof – W-Ronsdorf, Echoer Straße                                                    | 20 min 30 min        | 3/6 | WSW mobil      |
| 644        | W-Hatzfeld, Windhornstraße – W-Barmen Bahnhof – W-Barmen, Alter Markt – W-Barmen, Richard-Strauss-Allee | 20 min 30 min        | 8/9 | WSW mobil      |
| NE4        | W-Elberfeld, Ohligsmühle (Hbf) – W-Barmen, Am Engelnberg – W-Barmen, Alter Markt – W-Wichlinghausen Markt – W-Barmen, Sternenberg – W-Barmen, Alter Markt – W-Barmen, Am Engelnberg – W-Elberfeld, Oligsmühle (Hbf)            | 60 min               | 3/6 | WSW mobil      |
| NE5        | W-Elberfeld, Ohligsmühle (Hbf) → W-Unterbarmen, Friedhof → W-Barmen – W-Heckinghausen → W-Langerfeld, Markt → W-Nächstebreck → W-Oberbarmen Bahnhof → W-Barmen, Alter Markt → W-Barmen Bahnhof → W-Elberfeld, Oligsmühle (Hbf) | 60 min               | 6   | WSW mobil      |
| NE8        | W-Barmen Bahnhof → W-Barmen, Alter Markt → W-Oberbarmen Bahnhof → W-Beyenburg Mitte → W-Beyenburg, Grünental → W-Oberbarmen Bahnhof → W-Barmen, Alter Markt → W-Barmen Bahnhof                                                 | eine Fahrt pro Nacht | 3/6 | WSW mobil      |
| Taxibus T1 | Alter Markt – Fischertal | 60 min               | 10  | WSW mobil      |